# 찰문결혼파
《찰문결혼파》(咱们结婚吧 )는 2013년 방송되었던 중국의 드라마이다.

## 소개
- 결혼과 노처녀, 맞선 등 중국의 젊은이들이 당면하고 있는 현실을 재미있고 유쾌하게 그려낸 드라마

## 등장 인물
- 가오위안위안 - 양타오 역
- 장카이리 - 쉬에쑤메이 역
- 왕동 (王彤) - 소청 역
- 부가 (傅迦) - 단서풍 역
- 서송자 (徐松子) - 풍란지 역
- 전민 (田岷) - 란채펑 역
- 류옌 - 남미미 역
- 백지적 (白志迪) - 과장산 역
- 이심민 (李心敏) - 이조선 역
- 장자닝 - 장연 역
- 장희림 - 노장 역
- 도송암 - 태자고건 역